# Exocentrus alternans
Exocentrus alternans es una especie de escarabajo longicornio del género Exocentrus, categorizada en la tribu Exocentrini, de la subfamilia Lamiinae. Fue descrita por Breuning en 1956.

## Descripción
Mide 6-8 mm de longitud.

## Distribución
Se distribuye por República Centroafricana, Somalia y Zimbabue.